# Johan Flores Villegas
Johan Flores Villegas (Moquegua, 26 de febrero de 1975) es un ingeniero agrónomo, docente y político peruano. Fue congresista de la república por Moquegua durante el breve periodo 2020-2021.

## Biografía
Johan Flores Villegas nació en Moquegua, ciudad peruana ubicada en el departamento homónimo, el 26 de febrero de 1975.
Estudió en la Universidad Nacional Jorge Basadre Grohmann, donde se tituló de ingeniero agrónomo en el año 2000. Estudió también una maestría en Docencia y Gestión Educativa en la Universidad César Vallejo, graduándose en el año 2015. 
Laboró en la Municipalidad del distrito de Samegua en el año 2004 y como especialista en la Dirección Regional Agraria de Moquegua desde el año 2009 hasta el año 2010. Fue también coordinador y director en la sede de la Universidad César Vallejo en Moquegua, desde 2004 hasta 2017.

## Trayectoria política
Se inició en la política cuando en el año 1999 postuló a la alcaldía del distrito de Samegua, sin embargo, no tuvo éxito. Luego en el año 2004 se afilió a Alianza para el Progreso, partido político de César Acuña, y postuló dos veces al Congreso de la República, siendo en el año 2006 y en el año 2016. También postuló sin éxito a la alcaldía de la provincia de Mariscal Nieto en 2006.
Tras renunciar a APP en 2017, Johan Flores es luego invitado por el partido político Perú Nación para ser su candidato a la presidencia del Gobierno Regional de Moquegua en las elecciones regionales del 2018 y obtuvo el tercer lugar con 16,922  votos.

### Congresista de la República
En las elecciones parlamentarias extraordinarias del año 2020, Johan Flores es invitado por Podemos Perú, partido político de José Luna Gálvez, para ser nuevamente candidato al Congreso de la República por la circunscripción de Moquegua. Finalmente, Johan Flores es elegido como congresista de la república para completar el disuelto periodo parlamentario 2016-2021, con 7,505 votos.
En su gestión como congresista, presidió la Comisión de Defensa del Consumidor, donde se aprobó por insistencia la ley de control previo de concentraciones empresariales. Fue también presidente de la Comisión especial que investigaba a los funcionarios del Gobierno Regional de Moquegua y promotor de la creación del distrito de San Antonio.
Tras culminar su gestión en 2021, Johan Flores se afilió ese mismo año a Podemos Perú y luego en las elecciones regionales del 2022 postuló por segunda vez a la presidencia del Gobierno Regional de Moquegua, quedando nuevamente en el tercer lugar ante el triunfo de Gilia Gutierrez de Somos Perú.